# The Angel of the Desert
The Angel of the Desert è un cortometraggio muto del 1913 diretto da Rollin S. Sturgeon.

## Produzione
Il film fu prodotto dalla Vitagraph Company of America.

## Distribuzione
Distribuito dalla General Film Company, il film - un cortometraggio in una bobina - uscì nelle sale cinematografiche statunitensi il 6 gennaio 1913 e nel Regno Unito il 17 aprile dello stesso anno.
Copia della pellicola è conservata negli archivi della Library of Congress.